# 天主教帕拉馬塔教區
天主教帕拉馬塔教區（拉丁語：Dioecesis Parramattensis）是澳大利亞一個羅馬天主教教區。屬悉尼總教區。成立於1986年4月8日。
教區位於悉尼西郊，教座位於帕拉馬塔。2004年有教友307,392人（佔轄區人口33.2%）、四十七個堂區、141名司鐸。現任主教為越南籍方濟各住院會會士阮文龍主教。